# Os Ladrões
Les Voleurs (prt/bra: Os Ladrões) é um filme francês de 1996, do gênero drama romântico-policial, dirigido por André Téchiné e estrelado por Catherine Deneuve, Daniel Auteuil e Benoît Magimel.

## Sinopse
A trama conta a história de Juliette, uma rapariga que mantém relações com um polícia e com uma professora de filosofia, e que por outro lado se envolve frequentemente em roubos e assaltos.[carece de fontes?]

## Prêmios e indicações
| Prêmio                  | Categoria                    | Recipiente                   | Resultado |
| ----------------------- | ---------------------------- | ---------------------------- | --------- |
| Festival de Cannes 1996 | Palma de Ouro (melhor filme) | Palma de Ouro (melhor filme) | Indicado  |
| César 1997              | Revelação feminina           | Laurence Côte                | Venceu    |
| César 1997              | Melhor filme                 | Melhor filme                 | Indicado  |
| César 1997              | Melhor diretor               | André Téchiné                | Indicado  |
| César 1997              | Melhor atriz                 | Catherine Deneuve            | Indicado  |
| César 1997              | Revelação masculina          | Benoît Magimel               | Indicado  |